# Костин Шар
Ко́стин Шар — пролив в Баренцевом море Северного Ледовитого океана, отделяет остров Междушарский от полуостровов Гусиная Земля и Медный Южного острова архипелага Новая Земля.
Длина около 100 км. Ширина от 3,5 до 16 км. Глубина до 48 м. Берег высокий, частично обрывистый.
На побережье выделяются мысы Южный Гусиный Нос, Лилье, Башмачный нос, Чёрный (Южный остров), Шадровский, Клюв, Крестовый, Костин Нос (остров Междушарский). Берег пролива на Южном острове изрезан большим числом заливов-губ: Белушья, Рогачёва, Тайная, Пропащая, Нерпы и Башмачная. В проливе находится большое число островов, крупнейшие из которых: Круглый, Тимофеева, Собачий и Ярцева.
На северо-западной стороне пролив расположен посёлок Белушья Губа. Пролив находится в акватории Архангельской области.